# دوربین سه‌بعدی

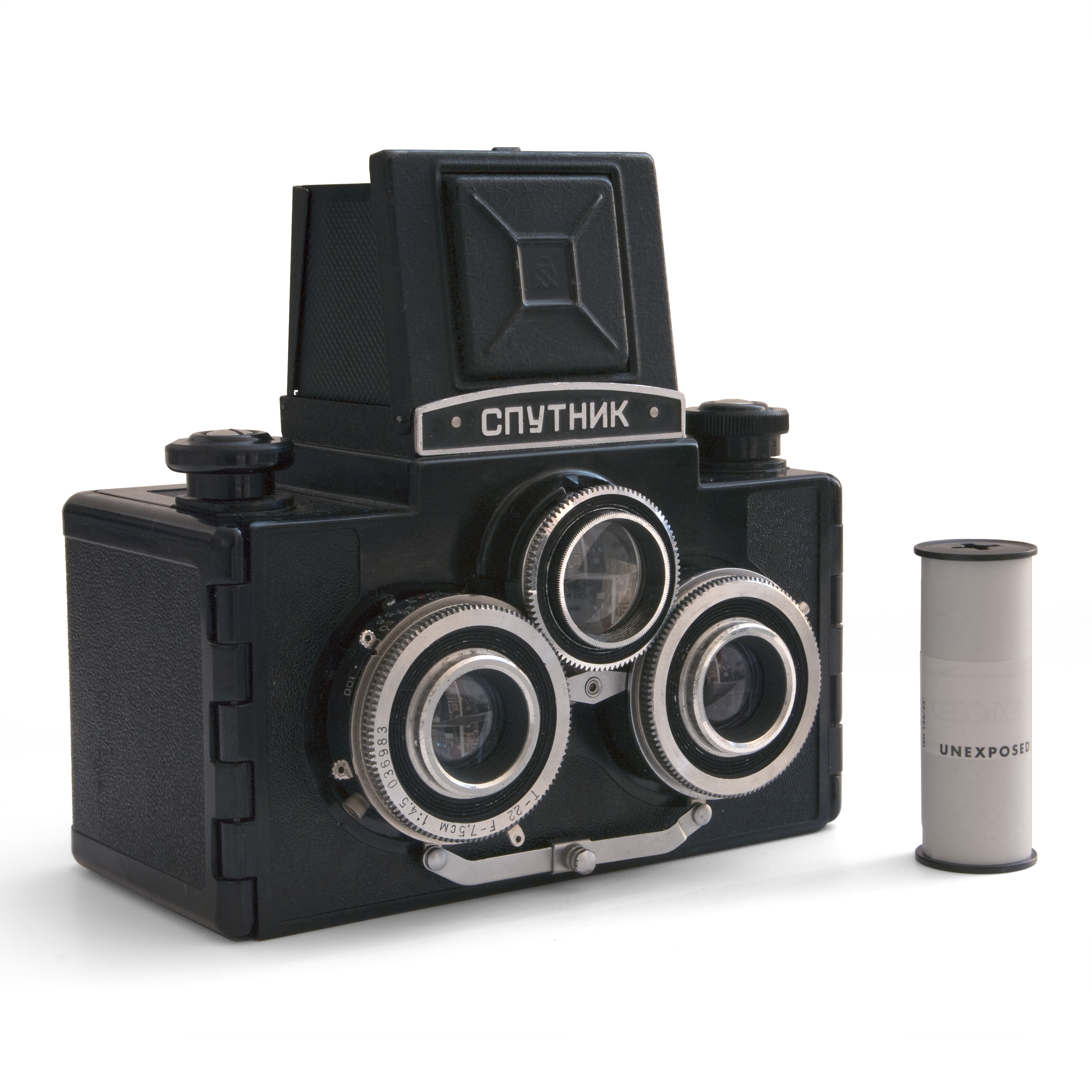
یک دوربین سه‌بعدی. لنز میانی جهت ترکیب تصاویر استفاده می‌شود.

دوربین سه‌بعدی دوربینی است که می‌تواند تصاویر یا فیلم‌های سه‌بعدی را ثبت نماید. این دوربین‌ها با استفاده از دو لنز یا بیشتر که در یک فاصلهٔ افقی مشخص از هم واقع شده‌اند، دو یا چند تصویر را در فرمتی خاص ثبت کنند که وقتی با استفاده از عینک‌های مخصوص یا در صفحات مخصوص نمایش تصاویر سه‌بعدی دیده شوند، عمق طبیعی در عکس دیده می‌شود و المان‌های درون عکس به‌صورت طبیعی، عقب و جلو (دارای عمق) به نظر می‌رسند. به این دوربین‌ها stereo هم گفته می‌شود.